# Jarovnice

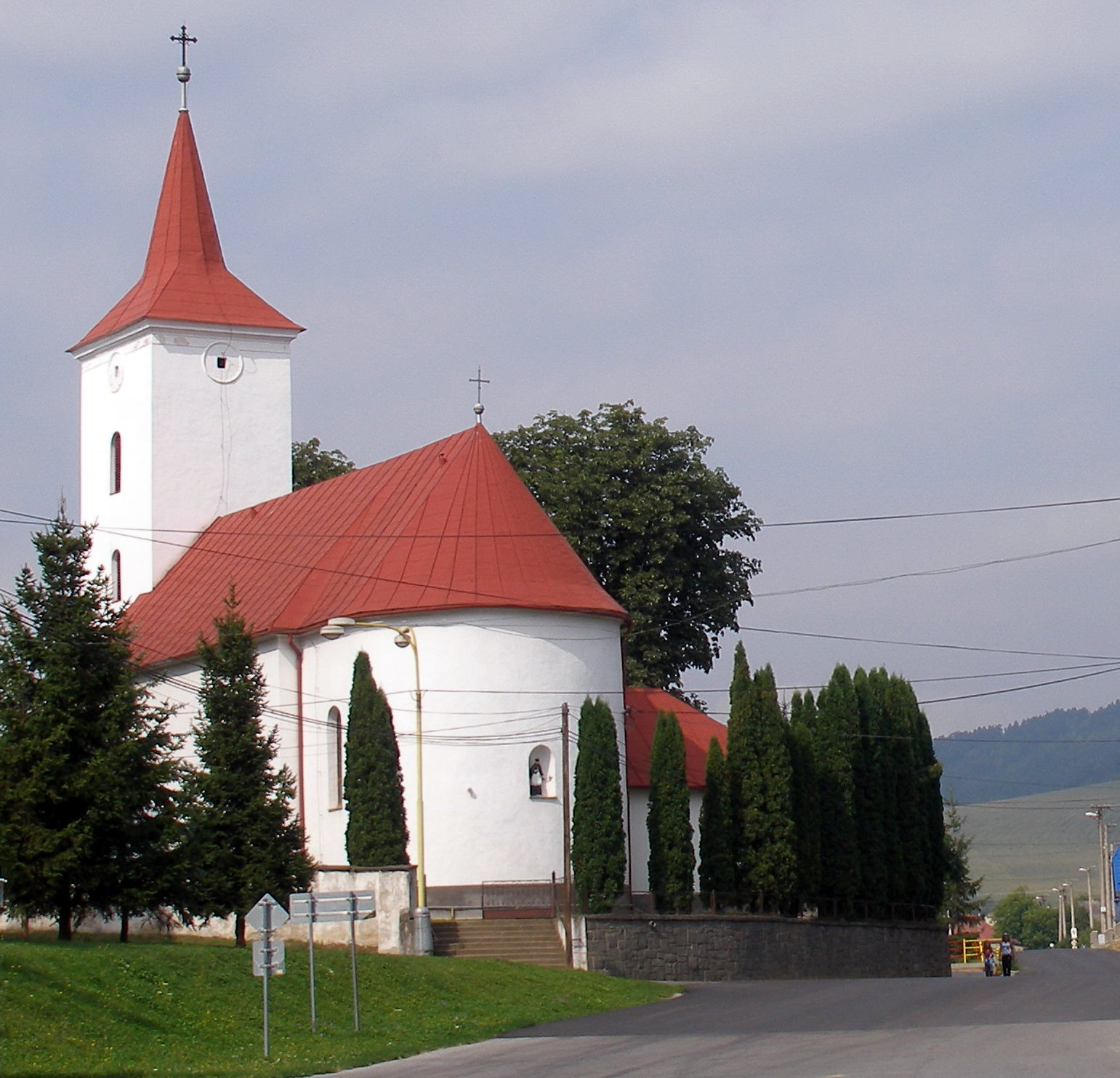
Kerk in Jarovnice

Jarovnice (Hongaars: Jernye) is een Slowaakse gemeente in de regio Prešov, en maakt deel uit van het district Sabinov.
Jarovnice telt 5.598 inwoners.